# Liste der denkmalgeschützten Objekte in Bisamberg
Die Liste der denkmalgeschützten Objekte in Bisamberg enthält die 13 denkmalgeschützten, unbeweglichen Objekte der Gemeinde Bisamberg.

## Denkmäler
| Foto |                 | Denkmal                                                                       | Standort                                                            | Beschreibung | Metadaten |
| ---- | --------------- | ----------------------------------------------------------------------------- | ------------------------------------------------------------------- | --- | --- |
| ja   | Datei hochladen | Ereignisdenkmal Regulierung des Donaugrabens HERIS-ID: 23188 Objekt-ID: 19536 | vor Donaugrabenweg 1 Standort KG: Bisamberg                         | Denkmal zur Regulierung des Donaugrabens 1907. | BDA-Hist.: Q37874726 Status: § 2a Stand der BDA-Liste: 2025-06-30 Name: Ereignisdenkmal Regulierung des Donaugrabens GstNr.: 123/2 Gedenkstein Donaugraben Regulierung 1907 |
| ja   | Datei hochladen | Pestsäule HERIS-ID: 23177 Objekt-ID: 19525                                    | bei Franz-Weymann-Gasse 1 Standort KG: Bisamberg                    | Die Säule wurde 1713 vom Bisamberger Schlossherrn Otto Ehrenreich Graf Traun aus Dank für das Erlöschen der Pest errichtet. Die Säule ist von der Dreifaltigkeit gekrönt, von den Heiligen Rochus und Sebastian flankiert und mit dem Wappen derer von Traun geschmückt. | BDA-Hist.: Q37874631 Status: § 2a Stand der BDA-Liste: 2025-06-30 Name: Pestsäule GstNr.: 1306/2                                                                            |
| ja   | Datei hochladen | Anlage Schloss Bisamberg HERIS-ID: 68789 Objekt-ID: 81825                     | Hauptstraße 1 Standort KG: Bisamberg                                | Das Renaissanceschloss wurde unter Johann Baptist Weber im Jahre 1568 erbaut. 1661 wurde das damals abgebrannte Schloss wieder aufgebaut. Es war an allen Seiten mit einem Wassergraben umgeben. 1821 erfolgte die Renovierung, dabei wurde der Wassergraben zugeschüttet und mit Obstbäumen bepflanzt. Das zweistöckige, kubische, mit einem Walmdach versehene Hauptgebäude hatte ursprünglich einen kleinen Kuppelturm. Die Schlossfront besitzt einen von Konsolen getragenen Fries und ist mit typischen, strengen Rechteckfeldern als Putzdekor versehen. An den Längsseiten befinden sich Altane. Die vier Ecken des Schlosses sind mit aufgesetzten Ecktürmchen, die Zeltdächer tragen, versehen. | BDA-Hist.: Q24083320 Status: Bescheid Stand der BDA-Liste: 2025-06-30 Name: Anlage Schloss Bisamberg GstNr.: .46/1, 1288/3, .45/1, 1288/2, 1288/4, .46/4 Schloss Bisamberg  |
| ja   | Datei hochladen | Volksschule HERIS-ID: 23181 Objekt-ID: 19529                                  | Hauptstraße 30-32 Standort KG: Bisamberg                            | Zweigeschoßiger, neoklassizistischer Bau, um 1910, mit Zwerchgiebel und Seitenrisaliten. | BDA-Hist.: Q37874655 Status: § 2a Stand der BDA-Liste: 2025-06-30 Name: Volksschule GstNr.: 1334/1                                                                          |
| ja   | Datei hochladen | Figurenbildstock hl. Johannes Nepomuk HERIS-ID: 23182 Objekt-ID: 19530        | Hauptstraße 33a Standort KG: Bisamberg                              | Die Johannes-Nepomuk-Statue ist ein Werk der Barockzeit und wurde 1734 vom damaligen Besitzer des Hauses Nr. 32, Franz X. Anton von Rappau und seiner Frau Franziska Susanne gestiftet. | BDA-Hist.: Q37874683 Status: § 2a Stand der BDA-Liste: 2025-06-30 Name: Figurenbildstock hl. Johannes Nepomuk GstNr.: 1374/4 Bisamberg Statue of John of Nepomuk            |
| ja   | Datei hochladen | Kath. Pfarrkirche hl. Johannes der Täufer HERIS-ID: 23183 Objekt-ID: 19531    | gegenüber Kirchengasse 9 Standort KG: Bisamberg                     | Das Pfarrkirche soll im Jahre 1294 auf Kosten der Gemeinde und der Gutsbesitzer erbaut und gestiftet worden sein. Bereits 1203 wird außer dem Freihof und der herrschaftlichen Burg auch eine Burgkapelle erwähnt, die als romanischer Kern der heutigen Pfarrkirche angesehen wird. Dieser romanische Kern, gebaut vor 1203, besteht aus einem 6,65 × 11,60 m großen, dreijochigen Langhaus und hatte eine Flachdecke. Im Anschluss an das Langhaus befand sich ein 4,35 m breites Chorquadrat, welches als Altarraum diente. Dieses wurde später durch einen spätgotischen Chorraum mit Netzgewölbe und Spitzbogenfenster erweitert. Im 17. Jahrhundert erhielt das Langhaus ein Tonnengewölbe mit Gurten und Stichkappen. 1736 bis 1737 entstand die barocke Westfassade mit dem heutigen Kuppelturm, der mit Knauf und Kreuz gekrönt ist. Der gotische Turm wurde abgetragen. Später erfuhr die Kirche eine Erweiterung durch den Sakristeianbau. 1906 erhielt der Turm eine Uhr. | BDA-Hist.: Q19298473 Status: § 2a Stand der BDA-Liste: 2025-06-30 Name: Kath. Pfarrkirche hl. Johannes der Täufer GstNr.: .79 Pfarrkirche Bisamberg                         |
| ja   | Datei hochladen | Heiliggrabkapelle HERIS-ID: 23184 Objekt-ID: 19532                            | Kirchengasse 9, in der Nähe Standort KG: Bisamberg                  | Rechteckraum mit Fünfseitschluss, Wand durch Arkaden auf hohem, durchlaufendem Sockel aufgelöst. Am Tonnengewölbe üppige Knorpelwerkstuckierung mit Traubenfüllhörnern und Kartuschenbildern von Engeln, nach 1667. | BDA-Hist.: Q37874701 Status: § 2a Stand der BDA-Liste: 2025-06-30 Name: Heiliggrabkapelle GstNr.: .80                                                                       |
| ja   | Datei hochladen | Kreuzwegdarstellungen HERIS-ID: 23185 Objekt-ID: 19533                        | Kirchengasse 9, in der Nähe Standort KG: Bisamberg                  | Freiplastische, szenische Kreuzwegdarstellungen aus Sandstein. 1683 gestiftet von Gräfin Margarethe Strattmann-Bouquoy. | BDA-Hist.: Q37874713 Status: Bescheid Stand der BDA-Liste: 2025-06-30 Name: Kreuzwegdarstellungen GstNr.: 1260/6, 1273, 1281/4                                              |
| ja   | Datei hochladen | Margarethenhaus HERIS-ID: 23178 Objekt-ID: 19526                              | Korneuburger Straße 25 Standort KG: Bisamberg                       | Ehemaliges Armenspital, erbaut im 17. Jahrhundert. Eingeschoßiger, giebelständiger Bau, flankiert von Hofmauern mit Rundbogentor, bezeichnet mit 1691. Kapellenanbau polygonal geschlossen, vorgestellter Turm mit Glockenhelm, innen flachgedeckt, in der Sakristei Kreuzgewölbe. | BDA-Hist.: Q37874643 Status: Bescheid Stand der BDA-Liste: 2025-06-30 Name: Margarethenhaus GstNr.: .26                                                                     |
| ja   | Datei hochladen | Bildstock Mühlkreuz HERIS-ID: 17286 Objekt-ID: 13561                          | bei Klein-Engersdorfer Hauptstraße 736 Standort KG: Kleinengersdorf | Der Vollblockpfeiler mit reichem Reliefschmuck (ornamentale Blumenmotive, Leidenswerkzeuge Christi, Pestpatrone, Hl. Herz u. a.) ist ein Pestkreuz aus dem Jahre 1661, wie die in den Stein geschlagene Schrift zum Ausdruck bringt. | BDA-Hist.: Q37836247 Status: § 2a Stand der BDA-Liste: 2025-06-30 Name: Bildstock Mühlkreuz GstNr.: 769/1                                                                   |
| ja   | Datei hochladen | Pfarrhof HERIS-ID: 17285 Objekt-ID: 13560                                     | Klein-Engersdorfer Hauptstraße 72 Standort KG: Kleinengersdorf      | Im Jahre 1727 brannte der alte Pfarrhof ab. Sofort wurde der neue jetzige Pfarrhof errichtet. Er ist einer der schönsten Schottenpfarrhöfe und kommt in seiner Anlage einem vornehmen Herrensitz gleich. Er wurde früher von den Äbten des Schottenstiftes auch als Sommerresidenz verwendet. 1846 ließ Abt Sigismund Schultes den ganzen Pfarrhof renovieren und den ganzen Garten mit gemauerten Pfeilern umgeben. 1863 wurde eine Pfarrhofkapelle im Hof des Pfarrhofes errichtet. | BDA-Hist.: Q37836228 Status: Bescheid Stand der BDA-Liste: 2025-06-30 Name: Pfarrhof GstNr.: .26/4                                                                          |
| ja   | Datei hochladen | Ortskapelle hl. Herz Jesu, Pfarrhofkapelle HERIS-ID: 17283 Objekt-ID: 13558   | Klein-Engersdorfer Hauptstraße 74 Standort KG: Kleinengersdorf      | Schlichter Bau mit Fassadenturm, rundbogigen Schallfenstern und Zeltdach; Flachdecke, umlaufendes Gesims. Altar mit Kruzifix 20. Jahrhundert. | BDA-Hist.: Q37836179 Status: § 2a Stand der BDA-Liste: 2025-06-30 Name: Ortskapelle hl. Herz Jesu, Pfarrhofkapelle GstNr.: .26/2                                            |
| ja   | Datei hochladen | Kath. Pfarrkirche hl. Veit HERIS-ID: 23176 Objekt-ID: 19524                   | Standort KG: Kleinengersdorf                                        | Die ältesten Teile der heutigen Kirche entstammen der Gotik, es ist das Presbyterium, das aus Steinen eines nahegelegenen Steinbruchs erbaut wurde. Im Jahre 1440 erfolgte die Erweiterung des Gotteshauses. 1772 wurden der Turm und das Langhaus völlig neu erbaut. Die Kirche liegt zu einem Teil auf dem Gebiet der Gemeinde Hagenbrunn. | BDA-Hist.: Q37874618 Status: § 2a Stand der BDA-Liste: 2025-06-30 Name: Kath. Pfarrkirche hl. Veit GstNr.: .66 Pfarrkirche Kleinengersdorf                                  |